# Ploulec’h
Ploulec’h település Franciaországban, Côtes-d’Armor megyében. Lakosainak száma 1591 fő (2022. január 1.). Ploulec’h Lannion, Ploubezre és Ploumilliau községekkel határos.

## Népesség
A település népességének változása:
| Lakosok száma | 673  | 1229 | 1404 | 1620 | 1671 | 1670 | 1636 | 1579 | 1581 | 1591 |
|               | 1968 | 1982 | 1990 | 2006 | 2013 | 2015 | 2017 | 2019 | 2020 | 2022 |